# Stempfferia badura
Stempfferia badura е вид пеперуда от семейство Синевки (Lycaenidae). Видът не е застрашен от изчезване.

## Разпространение
Разпространен е в Габон, Демократична република Конго, Камерун и Уганда.